# Mörksidig trast
Mörksidig trast (Zoothera marginata) är en asiatisk fågel i familjen trastar. Den förekommer i bergstrakter från Nepal till Indokina. Arten minskar i antal, men beståndet anses ändå vara livskraftigt.

## Utseende och läte
Mörksidig trast är en 25 cm lång trast med lång näbb, kort stjärt och mörkbrunt huvud som kontrasterar med rostbruna vingar. Jämfört med liknande långnäbbad trast har den ljus tygel, tydligare tecknad huvudsida med mörka örontäckare och en ljus halvmåne bakom samt tydligare fjällning på bröst och flanker. Lätet består av en serie monotona, tunna visslingar.

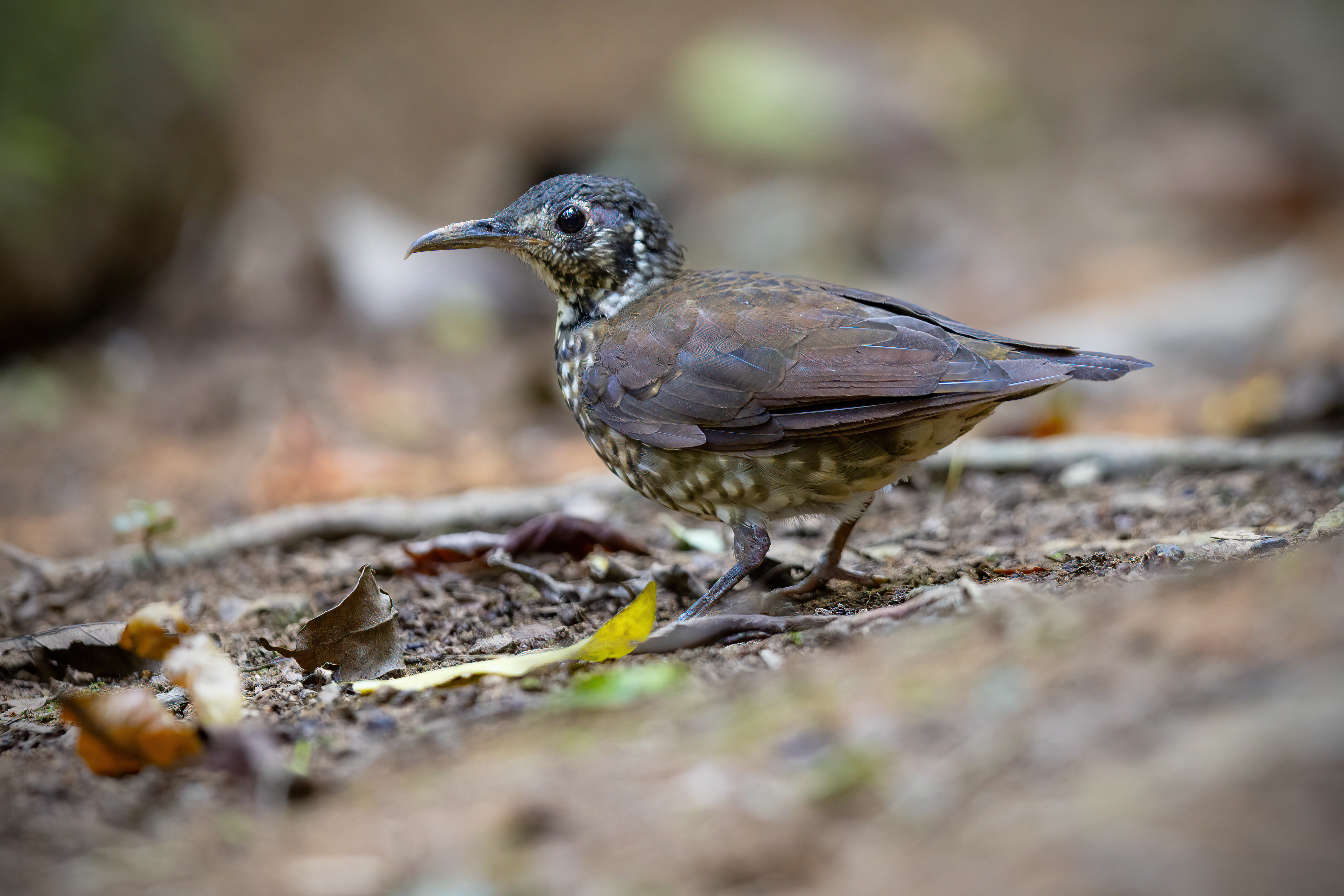

## Utbredning
Mörksidig trast förekommer från Nepal till norra Indien, sydvästra Kina, Myanmar, Thailand och norra Indokina. Arten är stannfågel, med viss rörelse i höjdled utanför häckningstid. Vintertid har den påträffats i Bangladesh.

## Systematik
Genetiska studier visar att mörksidig trast är systerart till långnäbbad trast (Z. monticola). Den behandlas som monotypisk, det vill säga att den inte delas in i några underarter.

## Levnadssätt
Mörksidig trat förekommer i bergstrakter på mellan 750 och 2100 mters höjd och hittas i lövskog, framför allt i fuktiga områden och vid strömmande vattendrag, men även i områden med vass och bambu. Den födosöker likt långnäbbad trast på marken efter ryggradslösa djur genom att gräva hål med näbben. Fågeln häckar mellan maj och augusti. Den bygger ett prydligt, skålformad bo av mossa som fodras med smårötter och placeras upp till fem meter ovan mark.

## Status och hot
Arten har ett stort utbredningsområde och en stor population, men tros minska i antal, dock inte tillräckligt kraftigt för att den ska betraktas som hotad. Internationella naturvårdsunionen IUCN kategoriserar därför arten som livskraftig (LC).